# Prodotti agroalimentari tradizionali valdostani
I prodotti agroalimentari tradizionali valdostani, riconosciuti dal Ministero delle politiche agricole alimentari e forestali su proposta della Regione Valle d'Aosta, sono trentasei, come risulta dall'elenco aggiornato al 10 febbraio 2020 (ventesima revisione dei P.A.T.).

## Elenco
| N. | Definizione (dati ufficiali del Ministero delle politiche agricole alimentari e forestali) | Cat.   | Settore                                                                                             |
| -- | ------------------------------------------------------------------------------------------ | ------ | --------------------------------------------------------------------------------------------------- |
| 1  | Grappa                                                                                     | P.A.T. | Bevande analcoliche, distillati e liquori                                                           |
| 2  | Ratafià                                                                                    | P.A.T. | Bevande analcoliche, distillati e liquori                                                           |
| 3  | Boudin                                                                                     | P.A.T. | Carni (e frattaglie) fresche e loro preparazione                                                    |
| 4  | Mocetta                                                                                    | P.A.T. | Carni (e frattaglie) fresche e loro preparazione                                                    |
| 5  | Motsetta - Motzetta (Mocetta di carne valdostana)                                          | P.A.T. | Carni (e frattaglie) fresche e loro preparazione                                                    |
| 6  | Prosciutto alla brace di Saint-Oyen (Jambon à la braise de Saint-Oyen)                     | P.A.T. | Carni (e frattaglie) fresche e loro preparazione                                                    |
| 7  | Saouceusse                                                                                 | P.A.T. | Carni (e frattaglie) fresche e loro preparazione                                                    |
| 8  | Teteun                                                                                     | P.A.T. | Carni (e frattaglie) fresche e loro preparazione                                                    |
| 9  | Tseur achétaye                                                                             | P.A.T. | Carni (e frattaglie) fresche e loro preparazione                                                    |
| 10 | Brossa                                                                                     | P.A.T. | Formaggi                                                                                            |
| 11 | Formaggio di capra a pasta molle                                                           | P.A.T. | Formaggi                                                                                            |
| 12 | Formaggio di pecora o capra a pasta pressata                                               | P.A.T. | Formaggi                                                                                            |
| 13 | Formaggio misto                                                                            | P.A.T. | Formaggi                                                                                            |
| 14 | Réblec                                                                                     | P.A.T. | Formaggi                                                                                            |
| 15 | Réblec de crama                                                                            | P.A.T. | Formaggi                                                                                            |
| 16 | Salignoùn                                                                                  | P.A.T. | Formaggi                                                                                            |
| 17 | Séràs                                                                                      | P.A.T. | Formaggi                                                                                            |
| 18 | Toma di Gressoney                                                                          | P.A.T. | Formaggi                                                                                            |
| 19 | Golden delicious della Valle d'Aosta                                                       | P.A.T. | Prodotti vegetali allo stato naturale o trasformati                                                 |
| 20 | Renetta della Valle d'Aosta                                                                | P.A.T. | Prodotti vegetali allo stato naturale o trasformati                                                 |
| 21 | Crèichèn, créichén                                                                         | P.A.T. | Paste fresche e prodotti della panetteria, della biscotteria, della pasticceria e della confetteria |
| 22 | Flantse, flàntsón                                                                          | P.A.T. | Paste fresche e prodotti della panetteria, della biscotteria, della pasticceria e della confetteria |
| 23 | Micóoula                                                                                   | P.A.T. | Paste fresche e prodotti della panetteria, della biscotteria, della pasticceria e della confetteria |
| 24 | Mécoluén, mécoula e pan de Cogne                                                           | P.A.T. | Paste fresche e prodotti della panetteria, della biscotteria, della pasticceria e della confetteria |
| 25 | Piata De.C.O. d'Issogne                                                                    | P.A.T. | Paste fresche e prodotti della panetteria, della biscotteria, della pasticceria e della confetteria |
| 26 | Pan nèr (Pane nero)                                                                        | P.A.T. | Paste fresche e prodotti della panetteria, della biscotteria, della pasticceria e della confetteria |
| 27 | Beurro (burro di affioramento)                                                             | P.A.T. | Grassi (burro, margarina, oli)                                                                      |
| 28 | Beurro colò                                                                                | P.A.T. | Grassi (burro, margarina, oli)                                                                      |
| 29 | Beurro de brossa                                                                           | P.A.T. | Grassi (burro, margarina, oli)                                                                      |
| 30 | Burro centrifugato di siero                                                                | P.A.T. | Grassi (burro, margarina, oli)                                                                      |
| 31 | Olio di noci (Huile de noix)                                                               | P.A.T. | Grassi (burro, margarina, oli)                                                                      |
| 32 | Seupa à la vapelenentze                                                                    | P.A.T. | Prodotti della gastronomia                                                                          |
| 33 | Miele di castagno (Miel de tsatagnì)                                                       | P.A.T. | Prodotti d'origine animale (miele, prodotti lattiero caseari di vario tipo, escluso il burro)       |
| 34 | Miele di rododendro (Miel de framicllio)                                                   | P.A.T. | Prodotti d'origine animale (miele, prodotti lattiero caseari di vario tipo, escluso il burro)       |
| 35 | Miele millefiori di montagna (Miel de fleurs de montagne)                                  | P.A.T. | Prodotti d'origine animale (miele, prodotti lattiero caseari di vario tipo, escluso il burro)       |
| 36 | Lasé                                                                                       | P.A.T. | Prodotti d'origine animale (miele, prodotti lattiero caseari di vario tipo, escluso il burro)       |

## Galleria d'immagini

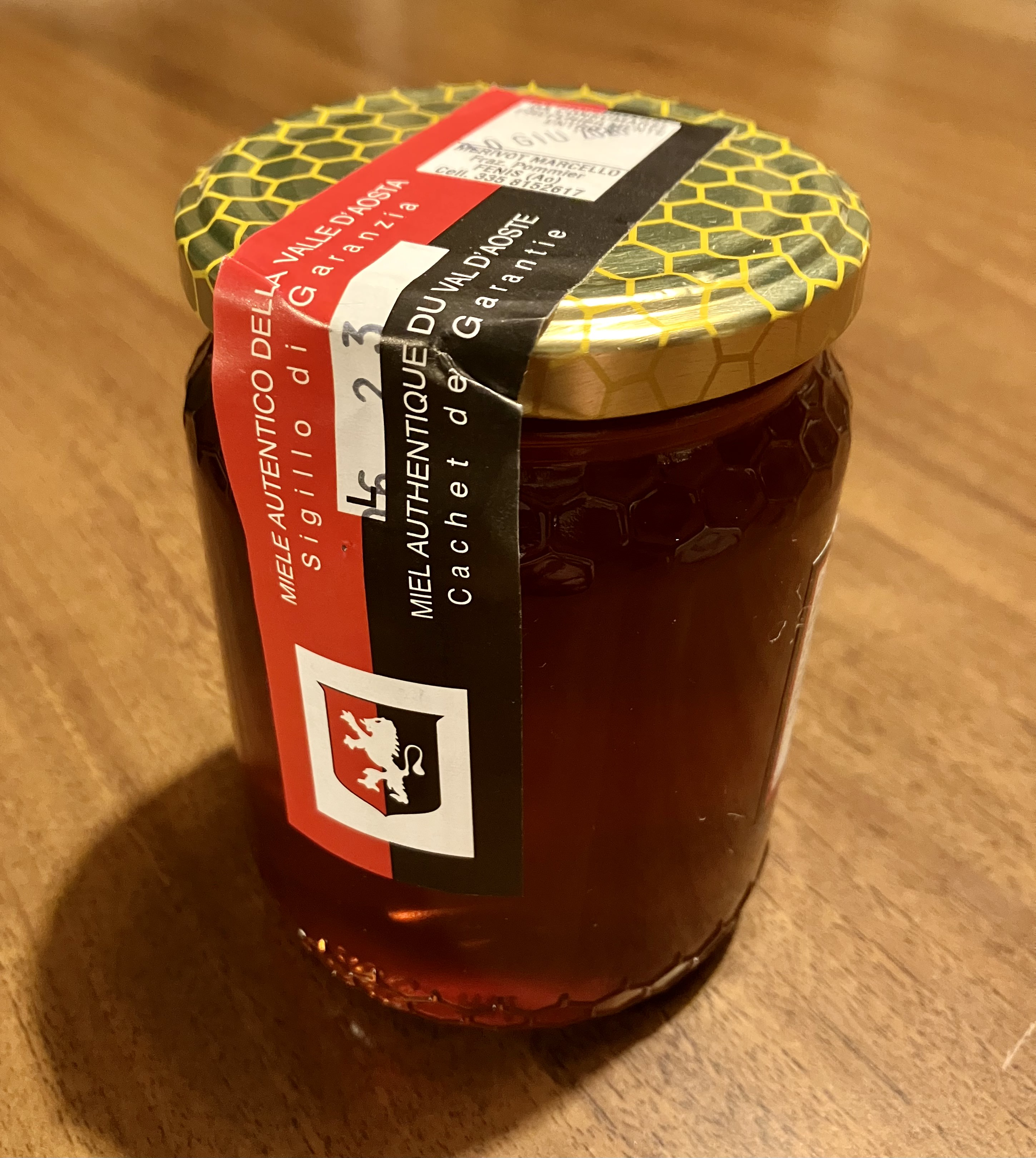
Un vasetto di miele valdostano.
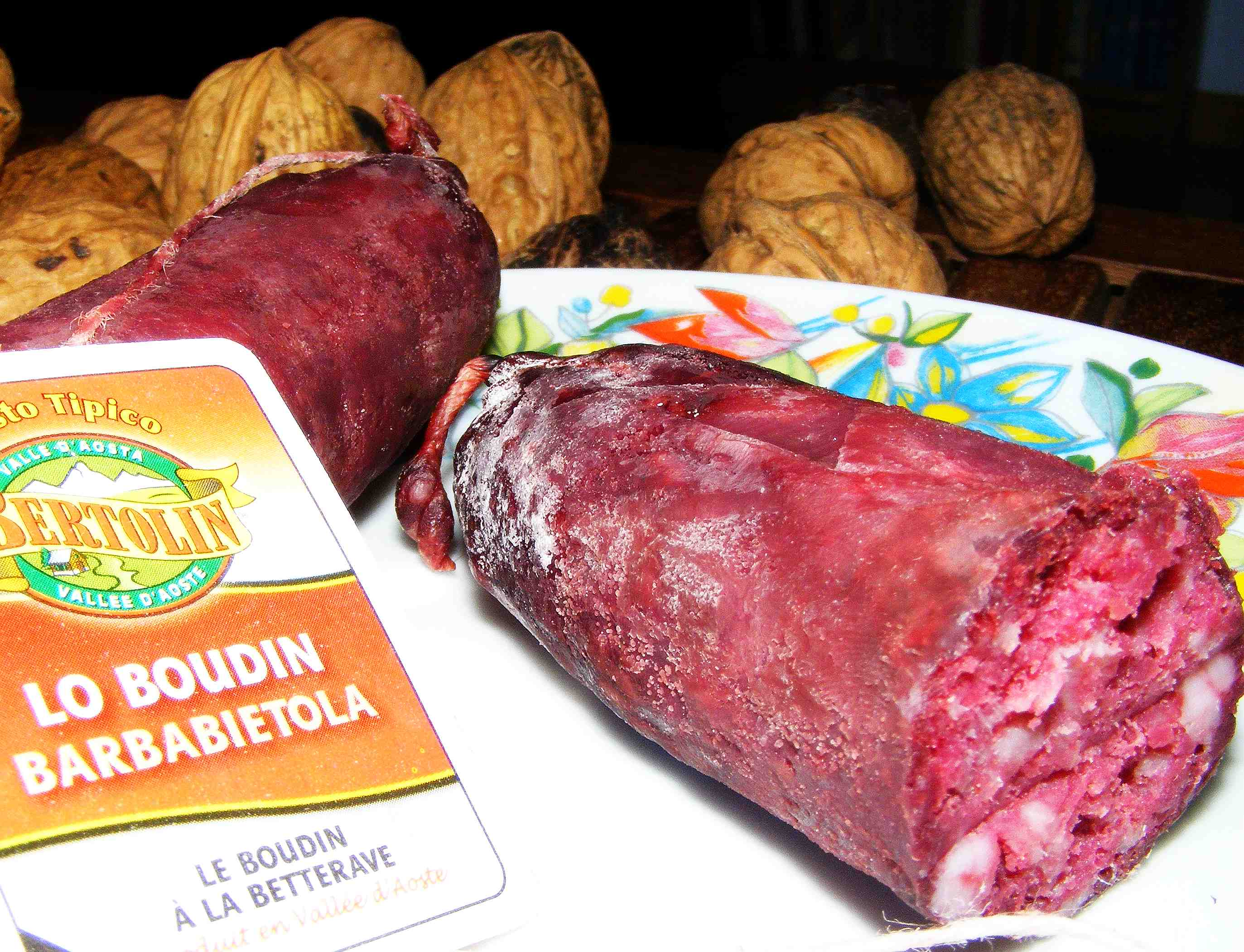
Dei boudins valdostani.
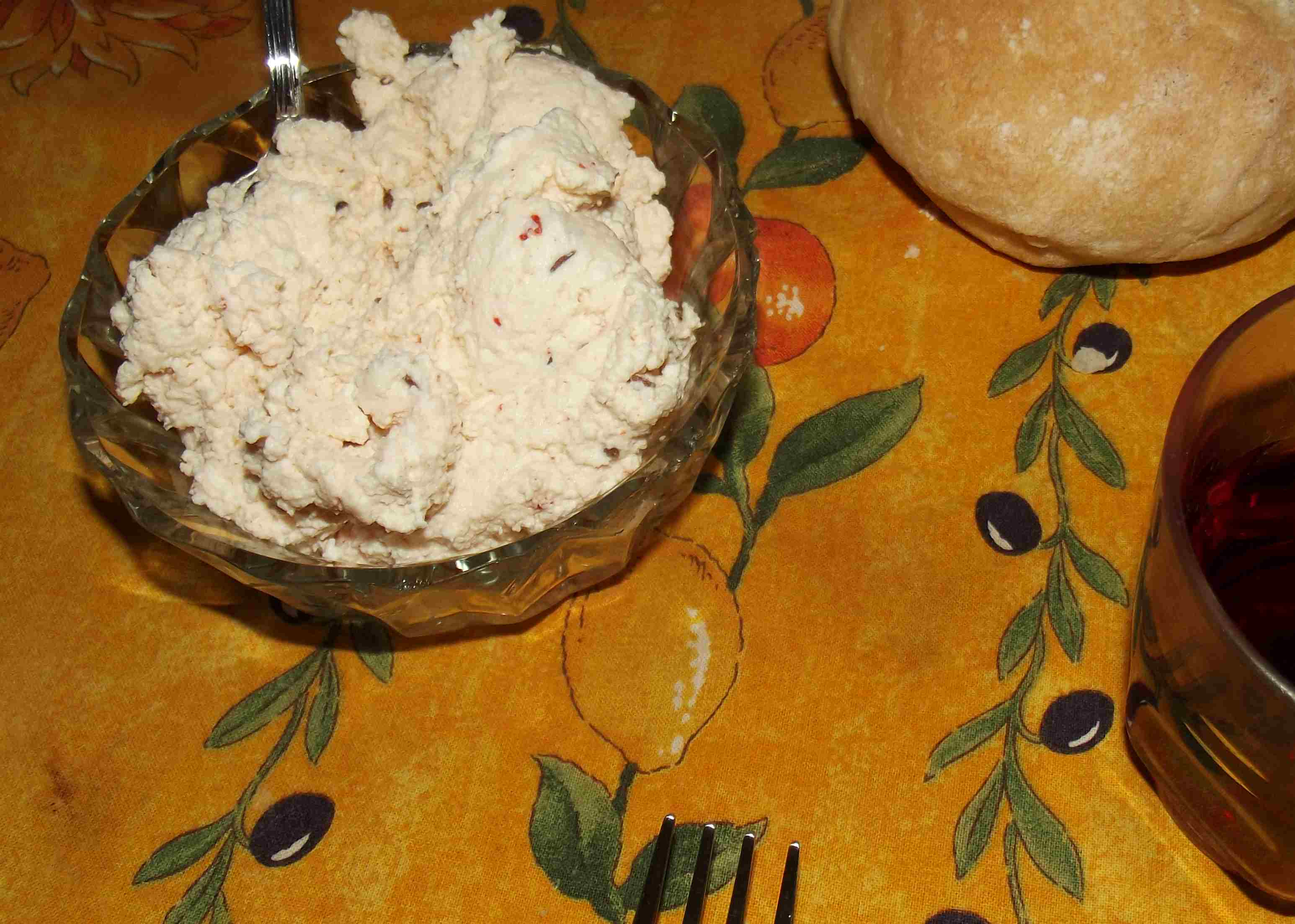
Del salignon.